# Socijalni centri
Socijalni centri (bukvalano: društvene sredine) su autonomni kulturni, društveni i politički prostori, koji su specifičan evropski fenomen. 
Socijalni centri uvek pružaju javne usluge, a vrsta usluga su uslovljene veličinom prostora, interesima ljudi koji ga vode i potrebama zajednice u kojoj se nalazi. Neke od najčešćih aktivnosti u njima su:
- organizovanje lokalnih aktivnosti
- pružanje podrške manjinskim ili ugroženim grupama, poput izbeglica, emigranata i zatvorenika
- pružanje prostora za razne inicijative, kao što su besplatna radnja, biblioteka, kafić, internet kafe, računarski centar, besplatni smeštaj i slično
- održavanje žurki, koncerata, aktivističkih sastanaka, izložbi, izvedbi, predstava itd.

Društveni centri postoje u mnogim evropskim gradovima, nekad u skvotovima a nekad u iznajmljenim prostorima. 

## Nastanak
Prvi socijalni centri (it: centri sociali) su nastali u Italiji 1970-ih zauzimanjem napuštenih fabrika, skladišta, školi i kasarni i njihovim preuređenjen u omladinske prostore. Njih su samoinicijativno zauzimali aktivisti kao pokušaj stvaranja autonomnih prostora bez kapitalističkih društvenih i ekonomskih odnosa. Pokret socijalnih centara se ubrzo proširio celom Evropom, sve do Skandinavskih zemalja i Rusije.

## Vreme sadašnje
Danas postoji veliki broj socijalnih centara u Italiji, kao i širom Evrope, a mnogi su legalizovani. Oni pružaju razne pogodnosti stanovnicima naselja u kojima se nalaze, a obično se nalaze u siromašnim predgrađima ili u industrijskim zonama. To socijalnim centrima često daje karakter alternativne socijalne službe.
U Velikoj Britaniji postoji Mreža socijalnih centara, čiji je cilj da poveže autonomne prostore radi deljenja resursa, ideja i informacija.

## Neki socijalni centri:
- KUDRUC, Beograd (zatvoren)
- CasaPound, Rim
- Karlo Rojc (skvot), Pula
- Leonkavalo, Milano
- ASCII (skvot), Amsterdam
- Rampart socijalni centar, London

## Spoljašnje veze
- Samoupravni socijalni centri u Italiji
- Mreža socijalnih centara u Velikoj Britaniji